# 2015年久姆里槍擊案
2015年久姆里槍擊案，是指2015年1月12日一宗發生於亞美尼亞久姆里的槍殺案。

## 事件經過

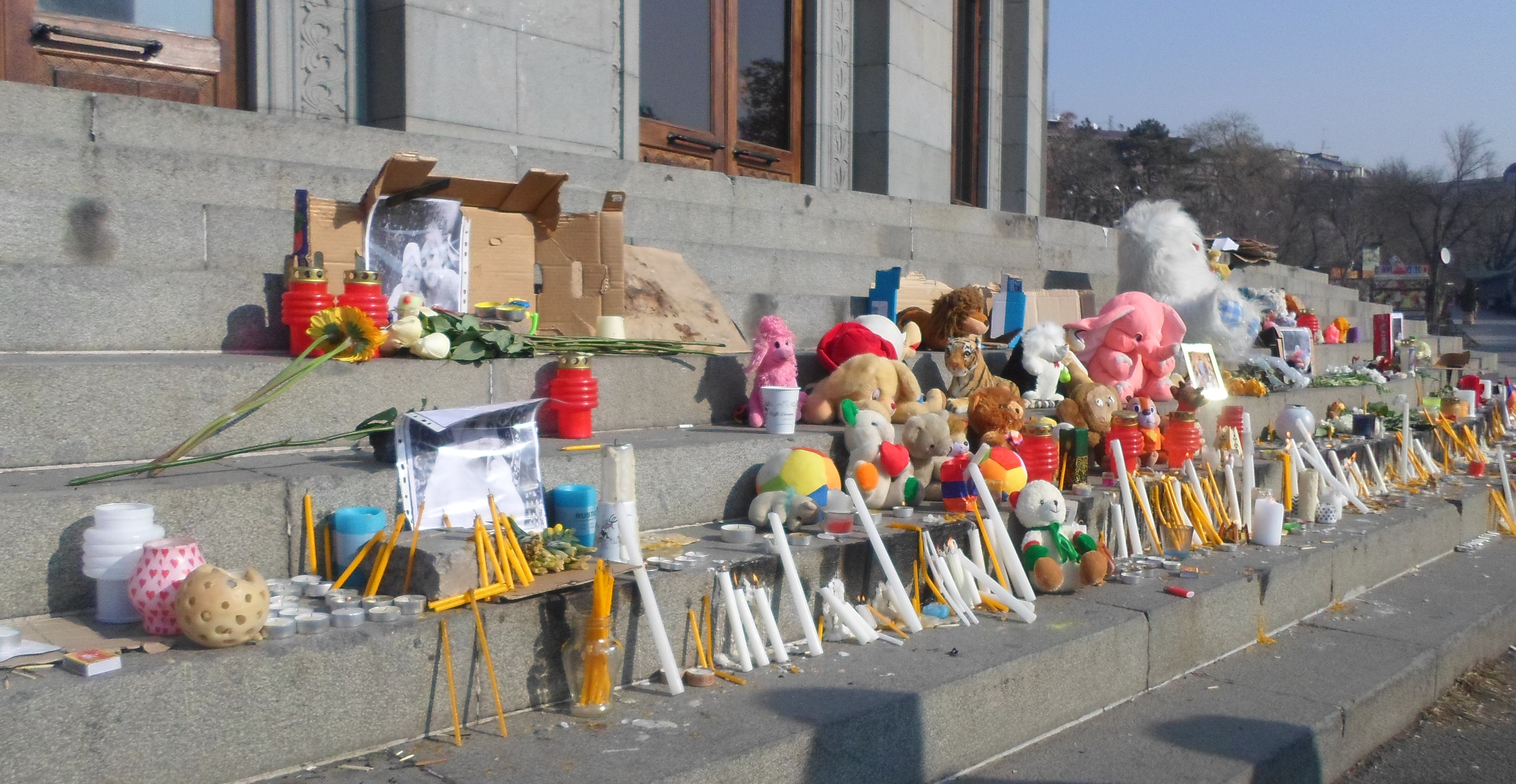
民眾對槍擊案死者的悼念

2015年1月12日，一名隸屬久姆里俄羅斯102號軍事基地、名為瓦列里·别尔米亚科夫的軍人在執勤時擅自離開崗位，在持有槍械的情況下來到市內。别尔米亚科夫潜入一所民居，企圖入室抢劫，其間開槍殺害屋內的阿维吉相一家；行兇後，别尔米亚科夫把衣服、鞋子、自动步枪和弹药丟在现场。被别尔米亚科夫槍斃的死者有七人，當中包括一名两岁女孩；男嬰谢廖沙·阿维吉相當時被一名婦女抱着，他沒有在案發現場遇害，但因肺部受傷而被送院，最後不治死去。
槍擊案發生後，久姆里進入緊急狀態；當局懷疑别尔米亚科夫持有槍械，故派員保護市內學校，封鎖市內的道路，又呼籲當地民眾不要外出，暫時留在家中。别尔米亚科夫殺人後逃到一條接近亚美尼亚－土耳其边界的村莊，在試图越过兩國边界时落網。在俄羅斯，别尔米亚科夫被判脫逃、盜竊和非法攜帶武器罪成，判囚10年，謀殺的控罪則轉交亞美尼亞法庭；但是，俄羅斯聯邦憲法不容許把該國公民轉交至第三国的司法機關審理。

## 後續事件和影響

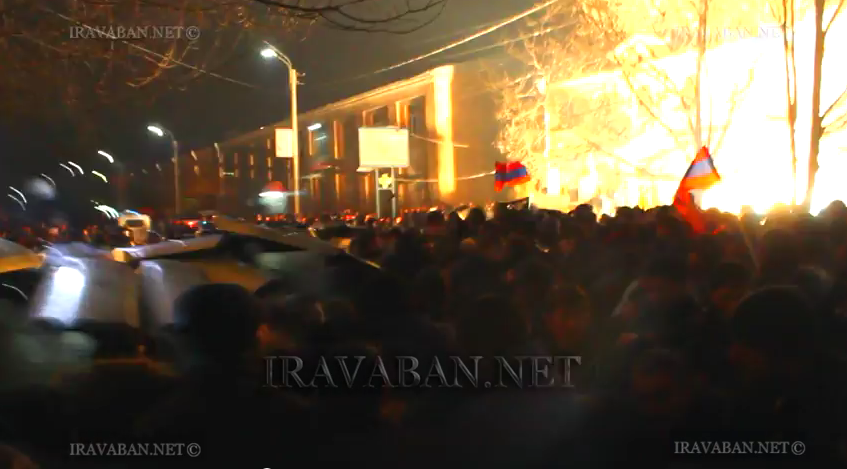
槍擊案觸發的示威活動

亞美尼亞當局在槍擊案曝光後宣佈由俄羅斯调查此案，令亚美尼亚輿情動盪，一些人批評政府的决定過於软弱；在槍擊案發生後數天，久姆里有民众在俄羅斯驻該市的领事馆外抗议，要求把別爾米亞科夫交由亚美尼亚审判，他們试图突破封锁线，又向警員扔石，现场傳出闪光弹爆炸的声音。因槍擊案而起的抗议导致最少12人受伤，當中包括警員。
亚美尼亚加入欧亚关税同盟和欧亚经济联盟是欧亚经济一体化战略的重要进展之一，俄羅斯在久姆里的军事基地亦是該國在南高加索唯一一所军事基地；分析認為，如果槍擊案處理不當、激化起來，亚美尼亚民众便可能出現反俄情緒、以及要求俄軍撤出久姆里，影響俄羅斯與亞美尼亞的雙邊關係、以至俄羅斯的战略布局，所以兩國均希望能尽快平息事件，減低槍擊案對兩國關係的影响。